# Xã Vincennes, Quận Knox, Indiana
Xã Vincennes (tiếng Anh: Vincennes Township) là một xã thuộc quận Knox, tiểu bang Indiana, Hoa Kỳ. Năm 2010, dân số của xã này là 23.707 người.